# Iker Muniain
Iker Muniain Goñi (Pamplona, Navarra, 19 de diciembre de 1992) es un exfutbolista y  entrenador español. Se desempeñaba como mediocampista ofensivo. Actualmente dirige al CD Derio de la Tercera Federación. 
Es el jugador profesional más joven en debutar y marcar en el Athletic Club. Por otro lado, es el segundo futbolista con más encuentros disputados en la selección sub-21, con la que conquistó dos Eurocopas sub-21.

## Trayectoria como jugador

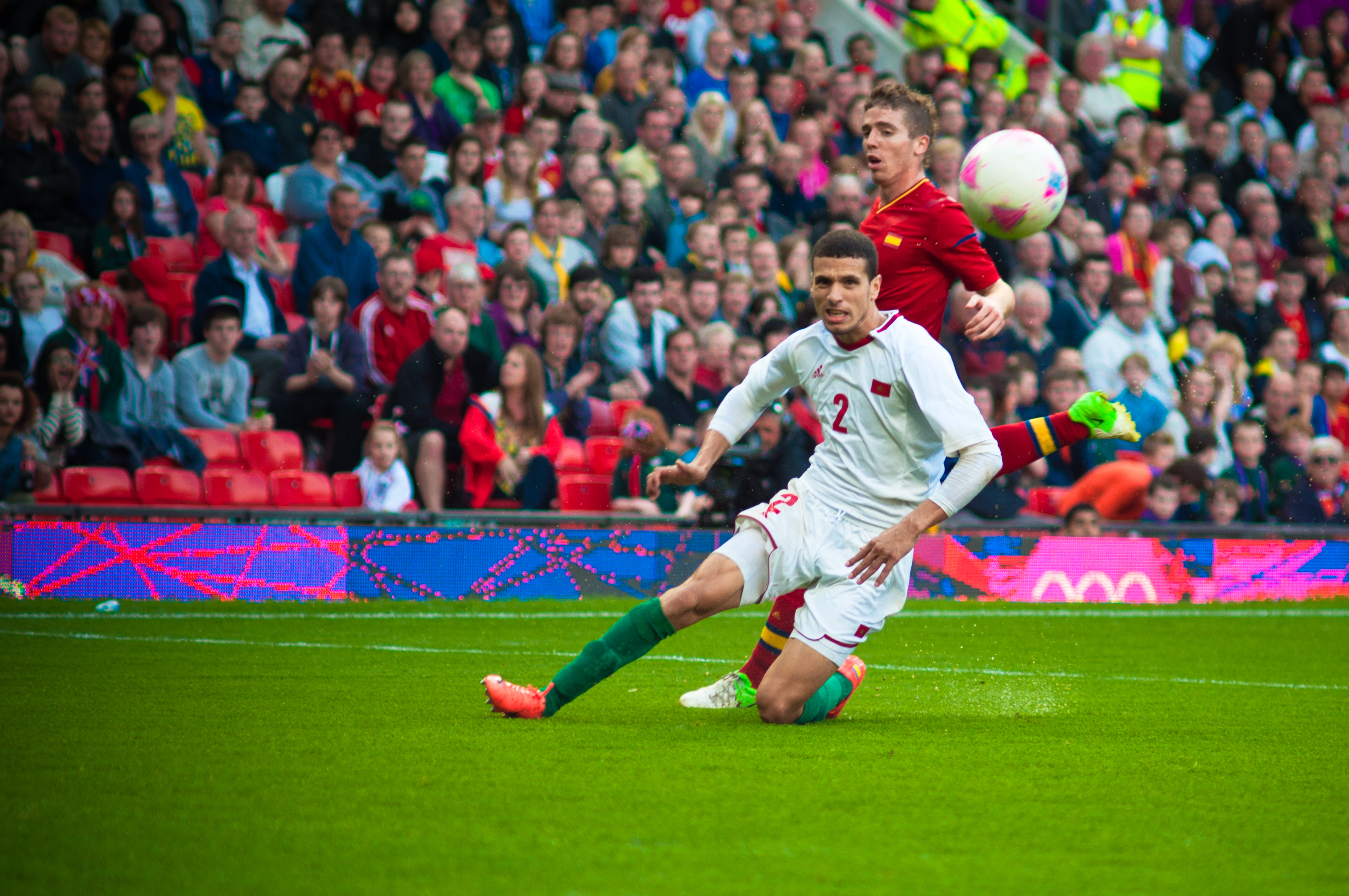
Abdelatif Noussir e Iker Muniain, 2012.

### Athletic Club
Comenzó a jugar al fútbol en el equipo U.D.C. Chantrea de Pamplona, su ciudad natal. En octubre de 2004 se incorporó, en categoría infantil, a la cantera del Athletic Club después de haber llamado la atención de varios clubes como FC Barcelona, CA Osasuna o RCD Espanyol.Su progresión fue meteórica, especialmente, desde la llegada de Joaquín Caparrós en 2007.El entrenador andaluz le convocó para hacer la pretemporada con el primer equipo con apenas 14 años.Meses después le hizo jugar en varios partidos amistosos.En enero de 2009 promocionó al Bilbao Athletic directamente desde el equipo juvenil. En el último partido de Liga de la temporada 2008-2009 entró en la convocatoria de diecinueve jugadores para enfrentarse al Valencia CF en Mestalla, pero finalmente fue el jugador descartado.
El 30 de julio de 2009 debutó con el Athletic Club en un encuentro de la tercera ronda previa de la Liga Europa de la UEFA en San Mamés frente al BSC Young Boys (0-1). En el encuentro de vuelta de la eliminatoria, el 6 de agosto, anotó el gol de la victoria que dio el pase al conjunto vasco a la siguiente fase, convirtiéndose en el jugador más joven en marcar gol en partido oficial con el Athletic en toda su historia. El 30 de agosto de 2009 debutó en Liga ante el Espanyol como titular y con victoria (1-0). Con este estreno, se convirtió en el futbolista del Athletic más joven en debutar en la máxima categoría y en el decimocuarto futbolista más joven en jugar en Primera. El 4 de octubre de 2009, en el Estadio José Zorrilla, se convirtió en el futbolista más joven de la historia en lograr un gol en Primera División, con 16 años y 289 días. Ese honor le fue arrebatado posteriormente por el camerunés, Fabrice Olinga, que anotó su único gol en Primera División, en Balaídos, el 18 de agosto de 2012 con 16 años y 98 días. En su primera temporada disputó la mayoría de los encuentros saliendo desde el banquillo. De hecho, de los 35 partidos que jugó, sólo fue titular en ocho ocasiones. Además, jugó seis encuentros con el Bilbao Athletic a lo largo de la temporada. En la temporada 2010-11, se fue ganando un hueco en el equipo titular y fue titular en treinta ocasiones. En esa temporada logró su primer gol en un derbi vasco ante la Real Sociedad (2-1) y anotó el gol de la victoria en los minutos finales ante Osasuna (1-2). Su buena temporada no pasó desapercibida y fue elegido en el once revelación de la competición por la UEFA y como el jugador revelación del campeonato por LaLiga.
En la temporada 2011-2012 alcanzó las finales de Copa del Rey y de la Liga Europa, obteniendo ambos subcampeonatos bajo el mando de Marcelo Bielsa. Fue uno de los tres goleadores del Athletic en el histórico partido de Old Trafford ante el Manchester United (2-3) de la ida de octavos de final. A nivel individual, fue una de sus mejores temporadas al marcar nueve goles, cinco de ellos en Liga Europa que ayudaron al equipo a alcanzar la final como los tantos logrados ante Lokomotiv y Schalke 04. La temporada 2012-2013, a pesar de ser nominado para el Golden Boy por tercera vez, no consiguió rendir al mismo nivel que la campaña anterior, llegando a perder el puesto en favor de Ibai Gómez en algunos partidos. A pesar de ello, marcó un gol muy importante al Valencia, en la jornada 27, que ayudó al equipo a alejarse del descenso.
En la temporada 2013-2014, con la llegada de Ernesto Valverde, volvió a realizar una gran temporada marcando nueve goles y siendo indiscutible en el equipo titular. El equipo acabó en cuarta posición y se clasificó para disputar la Liga de Campeones. El 11 de mayo de 2014 se convirtió en el primer goleador de un derbi vasco en el nuevo estadio de San Mamés. El 20 de agosto debutó en Liga de Campeones, en un partido de la fase previa ante el Nápoles, anotando un gol que le sirvió al Athletic para conseguir el empate a uno.
El domingo 5 de abril de 2015, en el encuentro ante el Sevilla, salió lesionado por una rotura del ligamento cruzado anterior en la rodilla izquierda cuando se encontraba en un buen momento de forma. Debido a ello, no pudo participar en las finales de Copa del Rey de 2015 ni Supercopa de España ante el FC Barcelona, venciendo en esta última por un global de 5-1. Reapareció más de ocho meses después, el 20 de diciembre, en un partido ante el Levante. El 28 de febrero de 2016 volvió a marcar gol, después de 50 partidos sin conseguirlo, en Mestalla donde el Athletic venció por 0-3 al Valencia.
El 16 de octubre de 2016 marcó un gran gol en el derbi vasco, que permitió al Athletic volver a ganar a la Real Sociedad (3-2) tras cuatro temporadas sin hacerlo. El 8 de diciembre, en un partido de Liga Europa ante el Rapid Viena, alcanzó los 300 partidos oficiales con el club rojiblanco cuando aún no había cumplido los 24 años. El 14 de abril de 2017 anotó su primer doblete en Primera División, incluyendo su primer gol de falta directa, en la victoria por 5-1 ante la UD Las Palmas. Su temporada fue muy positiva gracias a su visión de juego y habilidad con el balón, determinante para el juego ofensivo del equipo.
Inició a buen ritmo la temporada 2017-18, llegando a marcar dos goles en los primeros partidos de competición. El 28 de septiembre de 2017, en los minutos de descuento del partido europeo ante el Zorya Lugansk, sufrió una rotura del ligamento cruzado anterior de la rodilla derecha, cuando estaba siendo el jugador más creativo del equipo en el último año. El 9 de abril de 2018 reapareció en los terrenos de juego, 193 días después de su lesión, al sustituir a Markel Susaeta en el minuto 76. En el minuto 87 de partido, consiguió batir a Sergio Asenjo y lograr así marcar un tanto en una meritoria victoria (1-3) ante el Villarreal. El 5 de mayo, en su primer partido como titular tras su lesión, marcó de cabeza el primer gol en la victoria ante el Real Betis (2-0).
El 20 de agosto marcó el gol de la victoria ante el CD Leganés, en el minuto 93, en la primera jornada de la temporada 2018-19. El 21 de noviembre se anunció su renovación hasta el 30 de junio de 2024, sin colocar ninguna cláusula de rescisión en el contrato. El 7 de enero de 2019 marcó el primer gol del año del club rojiblanco, su quinto tanto de la temporada, en la victoria por 1 a 2 ante el Celta de Vigo, que sirvió para salir de los puestos de descenso. El 3 de abril transformó un lanzamiento de penalti en el descuento que sirvió para derrotar al Levante UD (3-2). De cara a la temporada 2019-20 se convirtió en el capitán del equipo tras la marcha de Markel Susaeta. El 22 de septiembre de 2019 marcó su primer tanto de la temporada en el triunfo ante el Deportivo Alavés (2-0), que situó al club vasco como líder de Primera División.
El 3 de enero de 2021, en el último partido de Gaizka Garitano, fue el único goleador del encuentro ante el Elche. Con la llegada del nuevo técnico, Marcelino García Toral, fue determinante al firmar seis asistencias de gol en cuatro partidos, dos de ellas en la final de la Supercopa de España ante el FC Barcelona (2-3) en la que el club rojiblanco se proclamó campeón por tercera vez en su historia. El 31 de octubre igualó el derbi vasco en el Reale Arena con un gol de falta directa en el minuto 91. El 20 de enero de 2022 anotó un doblete en los octavos de final de Copa del Rey para eliminar al FC Barcelona (3-2). Un mes después cerró la goleada en el derbi vasco ante la Real Sociedad (4-0), después de haber fallado un penalti en la primera parte.
Tras una racha de varias suplencias, el 26 de enero de 2023, marcó el primer tanto del encuentro en Mestalla frente al Valencia CF (1-3) en los cuartos de final de Copa.En el resto de la campaña continuó alternando titularidades y suplencias, aunque sí fue titular en las semifinales de Copa frente a Osasuna.En la siguiente temporada, su presencia en el banquillo se convirtió en habitual debido al gran nivel mostrado por Nico Williams y Oihan Sancet.El 7 de enero de 2024 marcó en la goleada, en Copa del Rey, frente a la SD Eibar (0-3).Un mes después, el 2 de febrero, cerró la goleada frente al RCD Mallorca (4-0).El 6 de abril disputó la prórroga de la final de Copa frente al RCD Mallorca, en el que anotó el segundo penalti de la tanda.Como capitán, fue el encargado de levantar el trofeo cuarenta años después del último.El 24 de abril anunció su marcha del Athletic Club después de quince temporadas en el primer equipo. El 13 de mayo fue homenajeado ante más de 25.000 aficionados en San Mamés.Seis días después logró su último gol en San Mamés en un triunfo frente al Sevilla (2-0).

### San Lorenzo
El 6 de septiembre de 2024, tras haber sido vinculado a River Plate y clubes de otros países, se hizo oficial su fichaje por CA San Lorenzo de Almagro.Después de varios viajes a Argentina,declarar que quería jugar en el fútbol argentinoy varias charlas con Marcelo Moretti y Leandro Romagnoli, presidente y entrenador del club respectivamente, firmó un contrato hasta diciembre del 2025.Con su fichaje, se convirtió en el undécimo español en jugar con la entidad azulgrana, siendo Ángel Zubieta, José Iraragorri e Isidro Lángara los más destacados.El 14 de septiembre debutó en Primera Argentina, en el Estadio Nuevo Gasómetro, en una derrota frente al líder Vélez Sarsfield (0-1).El 28 de septiembre, en su primer partido como titular, anotó un doblete ante Banfield (2-1).El 4 de diciembre marcó de penalti, en el Estadio Monumental, el empate frente a River Plate (1-1).
De cara a la temporada 2025 la institución de Boedo le asignó la camiseta número 10 y el técnico del Ciclón, Miguel Ángel Russo, lo designó como capitán del equipo. Su año comenzó con la participación del torneo amistoso Serie Río de la Plata con una victoria ante Nacional (1-0), mismo resultado ante Peñarol y culminó con un empate (0-0 y 5-4 por panales) frente a Independiente del Valle. Posterior a este último partido, sufrió una lesión en el cuádriceps de la pierna derecha que lo alejó de las canchas por ocho jornadas, regresando en la fecha 9 del Torneo Apertura  en la derrota (1-2) contra Independiente en el Gasómetro.
Disputó los siete partidos restantes de la fase regular del torneo y logró convertir un golazo de tiro libre en el empate frente a Lanús (1-1) por la fecha 11. San Lorenzo cerró la primera fase en la 4ta posición de la zona B y en octavos recibió a Tigre, partido que se lo llevó como local (2-1). En la serie de cuartos de final debió visitar a Argentinos Jrs en La Paternal, en los noventa minutos el encuentro finalizó (1-1) y se definió por el punto penal (7-8) a favor de los cuervos. Por las semifinales recibió a Platense (0-1) y vio terminada su participación en el Torneo Apertura. Por Copa Argentina, Muniain jugó por 32avos de final contra Sportivo Las Parejas (0-0), partido que se definió por penales (6-5) para San Lorenzo, en el cual el número 10 marcó el segundo penal de la serie. 
Tras la eliminación contra Platense, Iker decidió volver al País Vasco a pasar las vacaciones con su familia. El 18 de junio le comunicó a la dirigencia azulgrana, entonces encabezada por Julio Lopardo, que no continuaría en el equipo argentino debido a que extrañaba a sus hijos y además anunció que el retiro era una posibilidad real por primera vez en su carrera. Finalmente, el 20 de junio Muniain se despidió en una conferencia de prensa en las instalaciones del club en donde sentenció que guarda un gran afecto por el club y que volvería como director técnico. Asimismo le deseó lo mejor a Damián Ayude, nuevo entrenador de la institución. 

## Trayectoria como entrenador

### CD Derio
El 28 de junio de 2025, tras una semana de especulaciones y varios meses alejado de su familia, así como el contacto de algunos clubes argentinos con el fin de contar con sus servicios, decidió volver a España para dirigir al Club Deportivo Derio de la Tercera Federación, quinta división del fútbol español.
En su video de presentación Iker habla sobre su decisión de dejar el fútbol argumentando que hace tiempo decidió que este sería el siguiente paso a dar y es el momento a darlo y comenzar este camino tan ilusionante. A la interrogante de porque eligió al club derriota, el navarro asegura que reúne muchas cosas positivas y que es un club que viene trabajando muy bien, teniendo muy buenas referencias. Es un escenario idóneo para dar su primer paso y finaliza diciendo que, al compartir los colores azul y rojo con San Lorenzo, se siente como en casa.

## Selección nacional

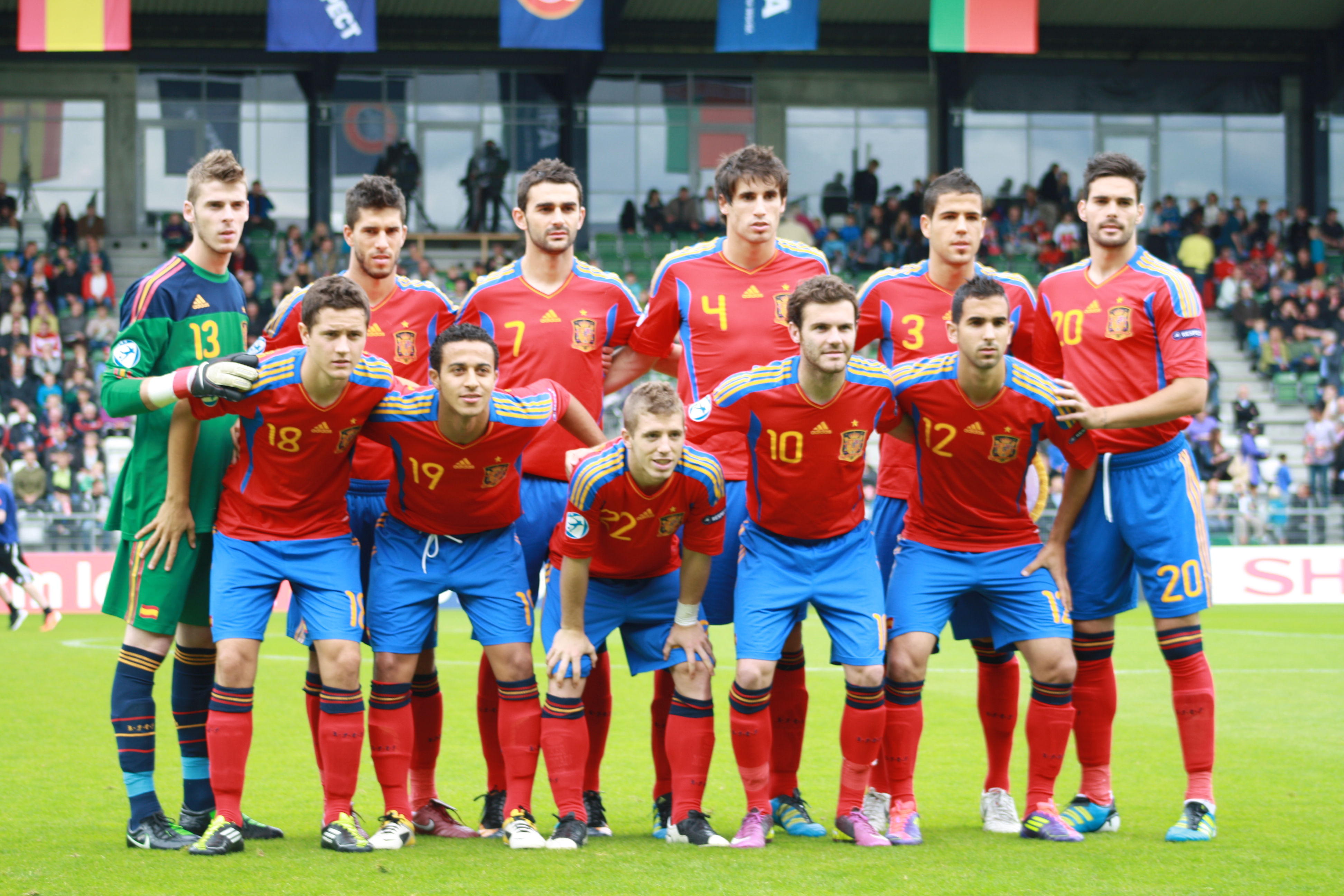
Titulares campeones de la Eurocopa Sub-21 celebrada en Dinamarca en 2011.

### Categorías inferiores y selección olímpica
Entre octubre y noviembre de 2009 disputó el Mundial sub-17, siendo el único jugador que jugaba en un equipo de Primera División. Fue titular durante todo el torneo aunque una lesión, ante Nigeria en semifinales, le impidió acabar el torneo.
Disputó el Europeo sub-19 de 2010, donde España quedó subcampeona tras perder en la final con Francia (2-1) con un gol de Lacazette en los minutos finales. Disputó los cinco partidos del campeonato, cuatro de ellos, como suplente.
Fue internacional sub-20 en una ocasión, en un partido celebrado el 20 de abril de 2011 ante Italia.
El 8 de febrero de 2011 debutó con la selección sub-21, con apenas 18 años, frente a Dinamarca sub-21 sustituyendo a Adrián al descanso. Entró en la lista de convocados para disputar la Eurocopa sub-21, celebrada en Dinamarca en 2011. El 25 de junio de 2011, se proclamó campeón de la Eurocopa sub-21 al ganar a la selección suiza sub-21 por un 0-2, y obteniendo plaza directa para disputar los JJ. OO. de Londres 2012. En julio de 2012, fue incluido en la lista de 18 jugadores que participarían representando a España en los Juegos Olímpicos de Londres 2012. Disputó 2 partidos con la Selección Olímpica. En 2013 revalidó la Eurocopa Sub-21, celebrada en Israel, frente a la selección de Italia sub-21 (2-4). El 14 de octubre de 2014 disputó su último partido con la selección sub-21, donde el combinado español fue eliminado en la repesca para la Eurocopa Sub-21 de 2015 por Serbia.
Iker Muniain disputó 31 partidos con la selección sub-21, habiendo superado el récord de 27 que tenían David de Gea y Santi Denia. Este hecho ocurrió el 4 de marzo de 2014, en un partido ante Alemania. Su marca fue, posteriormente, superada por Gerard Deulofeu en noviembre de 2016.

### Categoría absoluta
El día 29 de febrero de 2012, Muniain debutó con la selección absoluta, en un partido amistoso disputado en el estadio de La Rosaleda de Málaga, contra Venezuela sustituyendo en el minuto 75 a Cesc Fàbregas. Se convirtió así en el 23.er jugador que debutaba bajo las órdenes de Vicente del Bosque.
Siete años después fue convocado por el entrenador de la selección española, Luis Enrique, de cara a los dos partidos de clasificación para la Eurocopa 2020 ante Noruega y Malta. Participó en el segundo encuentro, ante Malta, sustituyendo en el minuto 56 a Juan Bernat volviendo a jugar siete años y veintiséis días después de su anterior encuentro.

### Campeonatos en los que ha sido convocado

#### Participaciones en Juegos Olímpicos
| Juegos Olímpicos                    | Sede    | Resultado      |
| ----------------------------------- | ------- | -------------- |
| Juegos Olímpicos de Londres de 2012 | Londres | Fase de grupos |

#### Participaciones en Eurocopas
| Eurocopa                | Sede      | Resultado      |
| ----------------------- | --------- | -------------- |
| Eurocopa Sub-17 de 2009 | Alemania  | Fase de grupos |
| Eurocopa Sub-19 de 2010 | Francia   | Subcampeón     |
| Eurocopa Sub-21 de 2011 | Dinamarca | Campeón        |
| Eurocopa Sub-21 de 2013 | Israel    | Campeón        |

#### Participaciones en Copas del Mundo
| Mundial                          | Sede    | Resultado     |
| -------------------------------- | ------- | ------------- |
| Mundial de Fútbol Sub-17 de 2009 | Nigeria | Tercer puesto |

### Partidos con la selección absoluta
| Lista como internacional sel. absoluta | Lista como internacional sel. absoluta | Lista como internacional sel. absoluta | Lista como internacional sel. absoluta | Lista como internacional sel. absoluta | Lista como internacional sel. absoluta | Lista como internacional sel. absoluta | Lista como internacional sel. absoluta |
| n.º                                    | Fecha                                  | Lugar                                  | Evento                                 | Local                                  | Resultado                              | Visitante                              | Goles                                  |
| -------------------------------------- | -------------------------------------- | -------------------------------------- | -------------------------------------- | -------------------------------------- | -------------------------------------- | -------------------------------------- | -------------------------------------- |
| 1                                      | 29 de febrero de 2012                  | Estadio La Rosaleda, Málaga            | Amistoso                               | España                                 | 5-0                                    | Venezuela                              | 0                                      |
| 2                                      | 26 de marzo de 2019                    | Estadio Nacional Ta' Qali, Ta' Qali    | Clasificación para la Eurocopa 2020    | Malta                                  | 0-2                                    | España                                 | 0                                      |

### Selección de fútbol del País Vasco
El 29 de diciembre de 2010 debutó, con gol incluido, con la Selección de Euskadi en un amistoso ante Venezuela. En 2015 disputó su segundo partido ante Cataluña y, un año más tarde, jugó ante Túnez.

## Estadísticas

### Clubes
Actualizado al último partido disputado el 4 de diciembre de 2024.
| Club                                   | Div.          | Temporada     | Liga  | Liga  | Liga   | Copas nacionales | Copas nacionales | Copas nacionales | Copas internacionales | Copas internacionales | Copas internacionales | Total | Total | Total  |
| Club                                   | Div.          | Temporada     | Part. | Goles | Asist. | Part.            | Goles            | Asist.           | Part.                 | Goles                 | Asist.                | Part. | Goles | Asist. |
| -------------------------------------- | ------------- | ------------- | ----- | ----- | ------ | ---------------- | ---------------- | ---------------- | --------------------- | --------------------- | --------------------- | ----- | ----- | ------ |
| Bilbao Athletic · España               | 2.ª B         | 2008-09       | 13    | 1     | 0      | ―                | ―                | ―                | ―                     | ―                     | ―                     | 13    | 1     | 0      |
| Bilbao Athletic · España               | 2.ª B         | 2009-10       | 6     | 2     | 0      | ―                | ―                | ―                | ―                     | ―                     | ―                     | 6     | 2     | 0      |
| Bilbao Athletic · España               | Total club    | Total club    | 19    | 3     | 0      | 0                | 0                | 0                | 0                     | 0                     | 0                     | 19    | 3     | 0      |
| Athletic Club · España                 | 1.ª           | 2009-10       | 26    | 4     | 3      | 0                | 0                | 0                | 9                     | 2                     | 0                     | 35    | 6     | 3      |
| Athletic Club · España                 | 1.ª           | 2010-11       | 35    | 5     | 2      | 3                | 0                | 0                | —                     | —                     | —                     | 38    | 5     | 2      |
| Athletic Club · España                 | 1.ª           | 2011-12       | 33    | 2     | 3      | 9                | 2                | 0                | 16                    | 5                     | 2                     | 58    | 9     | 5      |
| Athletic Club · España                 | 1.ª           | 2012-13       | 33    | 1     | 1      | 2                | 0                | 0                | 8                     | 1                     | 2                     | 43    | 2     | 3      |
| Athletic Club · España                 | 1.ª           | 2013-14       | 35    | 7     | 4      | 4                | 2                | 0                | —                     | —                     | —                     | 39    | 9     | 4      |
| Athletic Club · España                 | 1.ª           | 2014-15       | 25    | 1     | 1      | 7                | 0                | 0                | 9                     | 1                     | 1                     | 41    | 2     | 2      |
| Athletic Club · España                 | 1.ª           | 2015-16       | 20    | 2     | 0      | 3                | 0                | 0                | 5                     | 0                     | 1                     | 28    | 2     | 1      |
| Athletic Club · España                 | 1.ª           | 2016-17       | 35    | 7     | 1      | 3                | 0                | 0                | 8                     | 0                     | 1                     | 46    | 7     | 2      |
| Athletic Club · España                 | 1.ª           | 2017-18       | 14    | 4     | 2      | 0                | 0                | 0                | 6                     | 1                     | 1                     | 20    | 5     | 3      |
| Athletic Club · España                 | 1.ª           | 2018-19       | 34    | 7     | 3      | 3                | 0                | 0                | —                     | —                     | —                     | 37    | 7     | 3      |
| Athletic Club · España                 | 1.ª           | 2019-20       | 31    | 5     | 2      | 7                | 1                | 0                | —                     | —                     | —                     | 38    | 6     | 2      |
| Athletic Club · España                 | 1.ª           | 2020-21       | 28    | 5     | 3      | 7                | 0                | 5                | —                     | —                     | —                     | 35    | 5     | 8      |
| Athletic Club · España                 | 1.ª           | 2021-22       | 35    | 4     | 10     | 6                | 2                | 2                | —                     | —                     | —                     | 41    | 6     | 12     |
| Athletic Club · España                 | 1.ª           | 2022-23       | 30    | 0     | 3      | 6                | 2                | 1                | —                     | —                     | —                     | 36    | 2     | 4      |
| Athletic Club · España                 | 1.ª           | 2023-24       | 20    | 2     | 0      | 5                | 1                | 0                | —                     | —                     | —                     | 25    | 3     | 0      |
| Athletic Club · España                 | Total club    | Total club    | 434   | 56    | 38     | 65               | 10               | 8                | 61                    | 10                    | 8                     | 560   | 76    | 54     |
| C. A. San Lorenzo de Almagro Argentina | 1.ª           | 2024          | 14    | 3     | 1      | 0                | 0                | 0                | 0                     | 0                     | 0                     | 14    | 3     | 1      |
| C. A. San Lorenzo de Almagro Argentina | 1.ª           | 2025          | 11    | 1     | 0      | 1                | 0                | 0                | 0                     | 0                     | 0                     | 12    | 1     | 0      |
| C. A. San Lorenzo de Almagro Argentina | Total club    | Total club    | 25    | 4     | 1      | 1                | 0                | 0                | 0                     | 0                     | 0                     | 26    | 4     | 1      |
| Total carrera                          | Total carrera | Total carrera | 478   | 63    | 39     | 66               | 10               | 8                | 61                    | 10                    | 8                     | 605   | 83    | 55     |

## Palmarés

### Campeonatos nacionales
| Título              | Club          | País   | Año  |
| ------------------- | ------------- | ------ | ---- |
| Supercopa de España | Athletic Club | España | 2015 |
| Supercopa de España | Athletic Club | España | 2021 |
| Copa del Rey        | Athletic Club | España | 2024 |

### Campeonatos internacionales
| Título          | Equipo              | Sede      | Año  |
| --------------- | ------------------- | --------- | ---- |
| Eurocopa Sub-21 | Selección de España | Dinamarca | 2011 |
| Eurocopa Sub-21 | Selección de España | Israel    | 2013 |

### Trofeos regionales
| Título                 | Equipo        | Comunidad Autónoma | Año  |
| ---------------------- | ------------- | ------------------ | ---- |
| Euskal Herriko Txapela | Athletic Club | País Vasco         | 2018 |
| Euskal Herriko Txapela | Athletic Club | País Vasco         | 2022 |

### Distinciones individuales
| Distinción                                                                                       | Año  |
| ------------------------------------------------------------------------------------------------ | ---- |
| Trofeo Amets bat                                                                                 | 2010 |
| Nominado al Golden Boy                                                                           | 2009 |
| Seleccionado en el 11 de Plata del Fútbol Draft                                                  | 2010 |
| Jugador Revelación de la Liga                                                                    | 2011 |
| Nominado al Golden Boy                                                                           | 2011 |
| Seleccionado por la UEFA en el Equipo Revelación.                                                | 2011 |
| Seleccionado en el Once de Oro del Fútbol Draft.                                                 | 2011 |
| Nominado al Golden Boy                                                                           | 2012 |
| Seleccionado en el Once de Oro del Fútbol Draft.                                                 | 2012 |
| Seleccionado en el Once de Oro del Fútbol Draft.                                                 | 2013 |
| MVP del partido Atlético de Madrid-Athletic Club de la semifinal de la Supercopa de España 2022. | 2022 |

### Récords
- Futbolista más joven en debutar con el Athletic Club desde Gómez-Acedo (1914), con 16 años, 7 meses y 11 días. (30-07-2009 vs BSC Young Boys).[124]
- Futbolista más joven en marcar un gol con el Athletic Club desde Gómez-Acedo (1914), con 16 años, 7 meses y 18 días. (06-08-2009 vs BSC Young Boys).[125]
- Futbolista más joven en debutar con el Athletic Club en Primera División.[126]
- Goleador más joven de Primera División, con 16 años, 9 meses y 15 días. (04-10-2009 vs Real Valladolid).[127] Tres años después fue superado por Fabrice Olinga.[128]
- Futbolista más joven en llegar a los 500 partidos con el Athletic Club, con 29 años y siete meses.[129]

## Vida personal
Se casó en junio de 2017 con la influencer asturiana Andrea Sesma, con la que tiene un hijo llamado Iker (nacido el 20 de febrero de 2015) y una hija llamada Claudia (nacida el 2 de noviembre de 2018). El matrimonio se separó en 2021.Actualmente mantiene una relación con Ana Montoya.

## Filmografía
| Año  | Programa     | Canal     | Personaje |
| ---- | ------------ | --------- | --------- |
| 2025 | Pibe Muniain | Movistar+ | Él mismo  |